# Kriterium von Raabe
Das Raabesche Kriterium oder das Kriterium von Raabe-Duhamel (von Joseph Ludwig Raabe und Jean Marie Constant Duhamel) ist ein mathematisches Konvergenzkriterium, also ein Mittel zur Entscheidung, ob eine unendliche Reihe konvergent oder divergent ist.

## Formulierung

### 1. Fassung
Sei eine unendliche Reihe
{\displaystyle S=\sum _{n=0}^{\infty }a_{n}}
mit positiven reellen Summanden {\displaystyle a_{n}} gegeben, die eine monoton fallende Folge bilden.
Dann ist {\displaystyle S} konvergent, falls die Folge
{\displaystyle \left(\left({\frac {a_{n+1}}{a_{n}}}-1\right)n\right)_{n\in \mathbb {N} }}
nach oben durch ein {\displaystyle -\alpha <-1} beschränkt ist. Sind alle Glieder dieser Folge größer als {\displaystyle -1}, so ist {\displaystyle S} divergent.

### 2. Fassung
Sei eine unendliche Reihe
{\displaystyle S=\sum _{n=0}^{\infty }a_{n}}
gegeben. 
Dann ist {\displaystyle S} absolut konvergent, falls für eine Zahl {\displaystyle \beta >1} fast immer (d. h. für {\displaystyle n\geq n_{0}}) gilt:
{\displaystyle \left|{\frac {a_{n+1}}{a_{n}}}\right|\leq 1-{\frac {\beta }{n}}}.
Sie divergiert jedoch, wenn fast immer {\displaystyle {\frac {a_{n+1}}{a_{n}}}\geq 1-{\frac {1}{n}}} ausfällt.

## Anwendbarkeit
Diese Kriterien sind schwerer anzuwenden als das Wurzelkriterium bzw. Quotientenkriterium, liefern jedoch in dort ungewissen Fällen oft noch Konvergenzaussagen. Sie werden z. B. angewandt, um bei Potenzreihen das Verhalten auf dem Rand des Konvergenzbereichs zu bestimmen.